# Neoambonea
Neoambonea is een geslacht van wantsen uit de familie van de Miridae (Blindwantsen). Het geslacht werd voor het eerst wetenschappelijk beschreven door Schuh in 1974.

## Soorten
Het genus bevat de volgende soorten:

- Neoambonea cynanchi Schuh, 1974
- Neoambonea russeola (Linnavuori, 1975)
- Neoambonea samaru Schuh, 1989
- Neoambonea scutellaris Linnavuori, 1986
- Neoambonea slateri Schuh, 1974
- Neoambonea uniformis (Linnavuori, 1975)
- Neoambonea yotvata Schuh, 1989